# Cosmos (1996)
Cosmos é um filme de drama canadense de 1996 dirigido e escrito por Jennifer Alleyn, Manon Briand, Marie-Julie Dallaire, Arto Paragamian, André Turpin e Denis Villeneuve. Foi selecionado como representante do Canadá à edição do Oscar 1997, organizada pela Academia de Artes e Ciências Cinematográficas.